# Siedlec (Trzebiel)
Siedlec (deutsch Zelz, niedersorbisch Selc) ist ein Dorf in der Gemeinde Trzebiel (Triebel) im Powiat Żarski (Landkreis Sorau) im Südwesten der Woiwodschaft Lebus in Polen. Der Ort liegt unmittelbar an der Grenze zu Deutschland und bildete bis 1945 zusammen mit dem westlich der Lausitzer Neiße gelegenen Dorf Zelz ein zusammenhängendes Dorf, bis er bei der Festlegung der Oder-Neiße-Grenze abgetrennt wurde.

## Lage
Siedlec liegt im polnischen Teil der Niederlausitz, etwa vier Kilometer westlich des Ortes Trzebiel, 25 Kilometer westlich der Stadt Żary und 34 Kilometer südöstlich von Cottbus. Umliegende Ortschaften sind Bukowina (Buchholz) im Norden, Kamienica nad Nysą Łużycką (Kemnitz) im Osten, Buczyny (Buckoka) und Żarki Wielkie (Groß Särchen) im Süden sowie die zur deutschen Gemeinde Neiße-Malxetal gehörenden Dörfer Zelz im Westen und Bahren im Nordwesten.
Von Siedlec aus führt zwei schmale Straßen nach Kamienica im Osten und Olszyna im Norden. Nach Zelz besteht eine Verbindung über eine Fußgängerbrücke. Die Droga krajowa 12 verläuft etwa drei Kilometer östlich des Ortes. Westlich von Siedlec fließt die Lausitzer Neiße.

## Geschichte
Siedlec wurde erstmals im Jahr 1513 mit dem Namen Czelc urkundlich erwähnt. Die späte Nennung des Ortsnamens lässt auf eine Herleitung von dem altsorbischen „sedl“ bzw. „sedlo“ schließen, was „Siedlung“ bedeutet. 1523 wurde der Ortsname Zelz erstmals genannt, weitere Schreibweisen waren Zeltz im Jahr 1579 und Zscheltz im Jahr 1588, der sorbische Name Selc ist erstmals im Jahr 1843 belegt. Der polnische Ortsname Siedlec bedeutet ebenfalls „Siedlung“.
Historisch gehörte das Rittergut Zelz als Vasallengut zur Herrschaft Pförten. Als Folge des Wiener Kongresses wurde Zelz aus dem Königreich Sachsen in das Königreich Preußen umgegliedert, wo die Gemeinde im Landkreis Sorau im Regierungsbezirk Frankfurt in der Provinz Brandenburg lag. Im Jahr 1826 gehörten zum damaligen Rittergut Zelz (sowohl der heute deutsche als auch der heute polnische Teil) ein Vorwerk, eine herrschaftliche Schäferei, eine Kolonie, eine Wassermühle, eine Bleiche und ein Zollhaus. Der Ort hatte zu diesem Zeitpunkt insgesamt 175 Einwohner in 24 Wohnhäusern und war nach Triebel gepfarrt. In der Topographisch-statistischen Übersicht des Regierungsbezirks Frankfurt a.d.O. aus dem Jahr 1844 wird ein zu Zelz gehörender Dorfkrug mit dem Namen Schneekönig erwähnt. Insgesamt hatte Zelz 230 Einwohner. 1864 lebten in Zelz 182 und in der Kolonie Schneekönig 43 Einwohner.
Nach dem Ende des Zweiten Weltkriegs und der Festlegung der Oder-Neiße-Grenze am 2. August 1945 wurde der östlich der Lausitzer Neiße gelegene Teil des Dorfes polnisch und in die Gemeinde Trzebiel in der Woiwodschaft Zielona Góra umgegliedert. Der Ortsname wurde in Siedlec geändert, die ehemals deutschen Einwohner vertrieben und der Ort von polnischen Neuansiedlern bezogen. Das Dorf Siedlec besteht heute aus neun Anwesen. Seit der Fertigstellung einer Brücke über die Neiße im Jahr 2008 findet in Siedlec am zweiten Samstag im September jeweils abwechselnd auf polnischer und deutscher Seite das deutsch-polnische Brückenfest statt.